# Rifargia dissepta
Rifargia dissepta är en fjärilsart som beskrevs av William Schaus 1911. Rifargia dissepta ingår i släktet Rifargia och familjen tandspinnare. Inga underarter finns listade.